# Commodore Plus/4
Commodore Plus/4 är en hemdator skapad av Commodore International 1984. Plus/4 fick en viss framgång i Östeuropa men var mindre populär i Västeuropa. I USA gick den inte bra alls. I jämförelse med Commodores mest framgångsrika dator Commodore 64 var Plus/4 mer tänkt som arbetsdator än speldator. Datorn slutade tillverkas 1986.

## Specifikationer
- CPU: MOS 7501, 1.76 MHz
- RAM: 64 KiB
- ROM: 32 KiB
- Textläge: 40×25 tecken (PETSCII)
- Grafiklägen: 320×200 som högsta upplösning, 121 färger
- I/O-portar:
  - Bandingång (för Commodore 1531 Datassette; inkompatibel med C64)
  - Cartridge-slot (inkompatibel med C64)
  - Två spelkontrollingångar för till exempel joystick (inkompatibel med C64)
  - Commodore serial bus
  - Användarport (för modem och enheter som inte var standard)